# Rhipidure fuligineux
Rhipidura threnothorax
Espèce
Statut de conservation UICN

 LC  : Préoccupation mineure
Le Rhipidure fuligineux (Rhipidura threnothorax) est une espèce de passereaux de la famille des Rhipiduridae.

## Distribution
On le trouve en Nouvelle-Guinée.

## Habitat
Il habite les forêts humides tropicales et subtropicales en plaine.

## Sous-espèces
Selon Alan P. Peterson, cet oiseau est représenté par deux sous-espèces :
- Rhipidura threnothorax fumosa Schlegel 1871
- Rhipidura threnothorax threnothorax Muller,S 1843